# Свободная библиотека Филадельфии
Свобо́дная библиоте́ка Филаде́льфии (англ. The Free Library of Philadelphia), Публи́чная библиоте́ка Филаде́льфии — публичная библиотека в Филадельфии, штат Пенсильвания. Является четырнадцатой по охвату населения библиотечным обслуживанием среди публичных библиотек и 40-й по объёму фонда библиотекой в США.
В 2016 году библиотеку посетили около 4,7 млн посетителей, а также более 7 млн пользователей онлайн.

## История
Свободная библиотека Филадельфии была учреждена в 1891 году в качестве общедоступной библиотеки при содействии Уильяма Пеппера (англ. William Pepper), который внёс первый взнос в размере 225 тысяч долларов из наследства, полученного от своего дяди Джорджа С. Пеппера (англ. George S. Pepper). После нескольких судебных процессов, истцами по которым были другие учреждения, претендовавшие на наследство, было принято решение в пользу библиотеки Филадельфии. Открытие состоялось в марте 1894 года.
Сначала библиотека занимала три комнаты в муниципалитете, 11 февраля 1895 года библиотека переехала в здание старой филармонии, хотя условия и не соответствовали её потребностям. 1 декабря 1910 года библиотека переехала в другое помещение. Сегодня в сеть библиотеки входит 61 объект, включая центральное здание, три местных отделения, 49 отделений, исследовательский центр, а также Библиотека и музей Розенбаха (вошли в состав Свободной библиотеки Филадельфии в 2013 году с сохранением самостоятельного управления).
Основное здание — Parkway Central Library — было открыто 2 июня 1927 года. Строительство было начато в 1911 году, но из-за определённых трудностей (в частности Первой мировой войны) завершено позже запланированного срока. Здание в стиле боз-ар было спроектировано Джулианом Абеле (англ. Julian Abele).

## Деятельность
Ежегодно в библиотеке проходят более 28 тысяч мероприятий, включая ярмарки вакансий, программы по поддержке малого бизнеса, группы по изучению английского языка как иностранного, компьютерные классы, семейные и детские кулинарные курсы, курсы математики, химии, здорового питания. В программе летнего чтения ежегодного участвуют более 50 000 школьников Филадельфии. Помимо этого, в библиотеке проводят культурные мероприятия, посвящённые дням рождения крупных англоязычных писателей, например, Уильяма Шекспира и Чарльза Диккенса.
В отличие от других публичных библиотек США, Свободная библиотека Филадельфии не управляется городским агентством или некоммерческой организацией, а одновременно независимым городским агентством под управлением совета директоров и негосударственной организацией «Фонд Свободной библиотеки Филадельфии» (англ. The Free Library of Philadelphia Foundation).

## Фонды и оборудование
Объём фонд библиотеки насчитывает более 5 млн единиц, 120 000 электронных документов, 1000 общедоступных компьютеров и 150 электронных баз. Существует удалённый доступ к фондам, точки доступа к обучающим центрам.